# Elaphe quadrivirgata
Elaphe quadrivirgata là một loài rắn không độc trong họ Rắn nước (Colubridae). Loài này được Boie mô tả khoa học đầu tiên năm 1826.
Đây là loài bản địa Nhật Bản, được tìm thấy trên khắp nước Nhật, trừ khu vực quần đảo Ryukyu.

## Hình ảnh

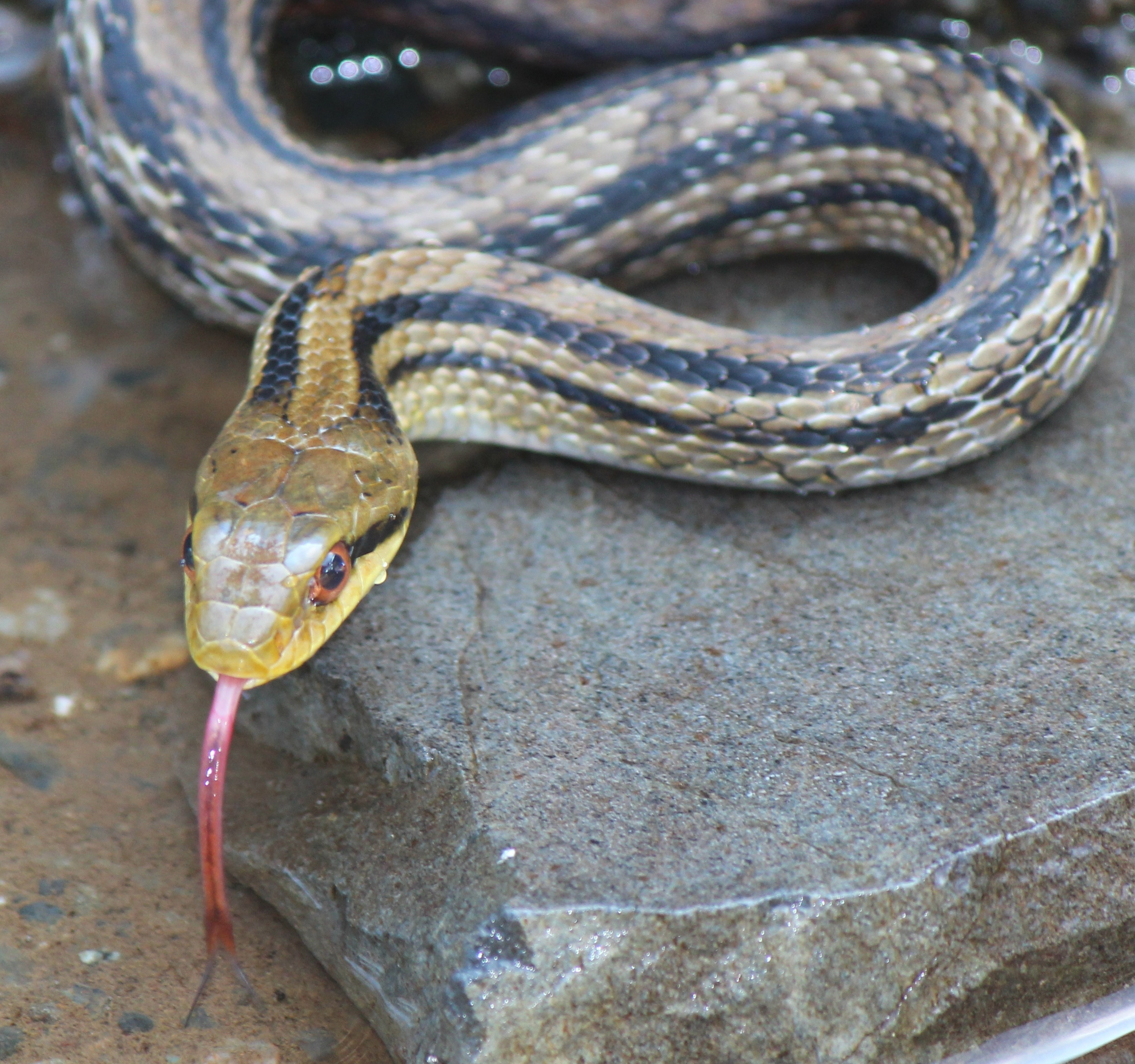
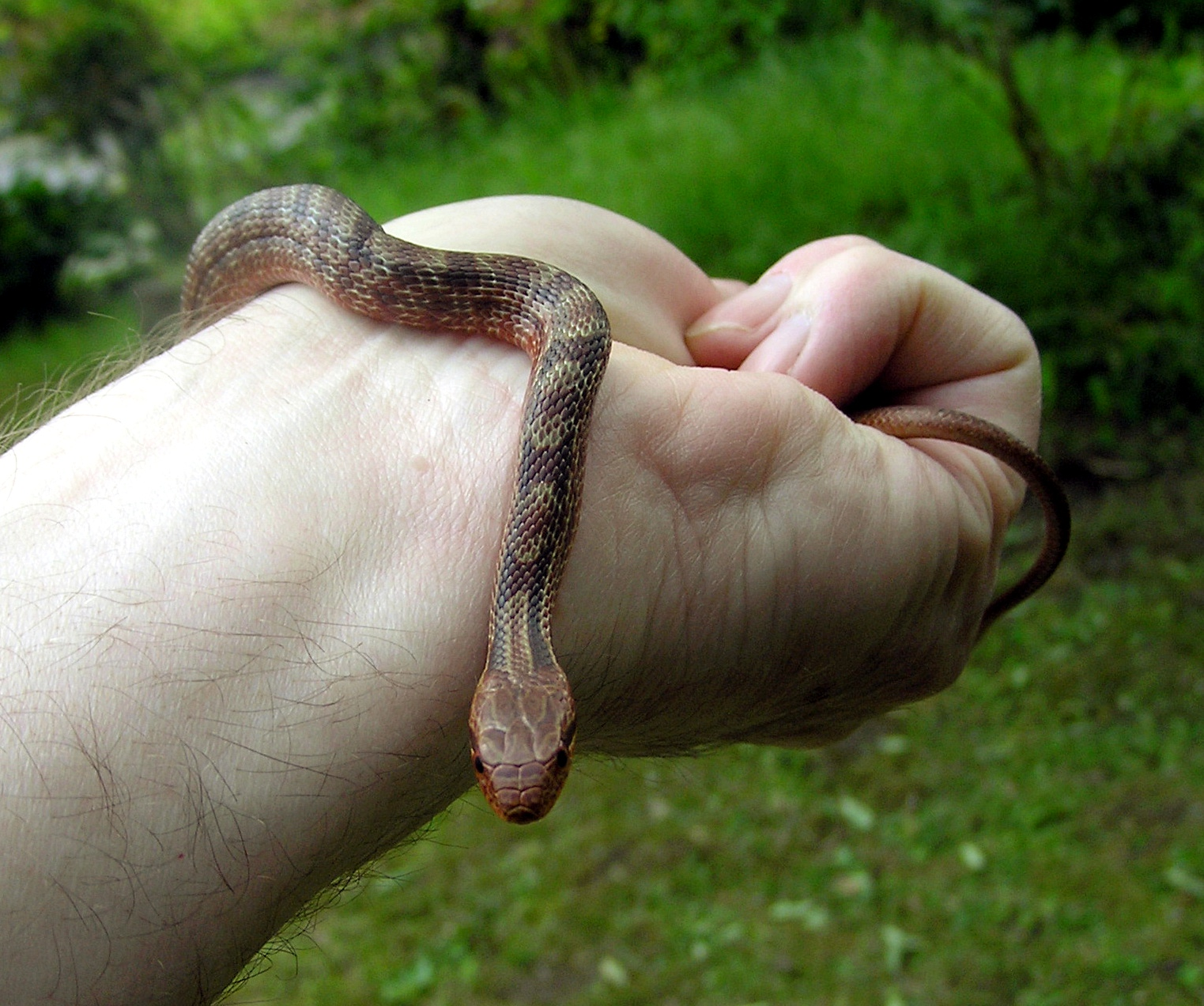
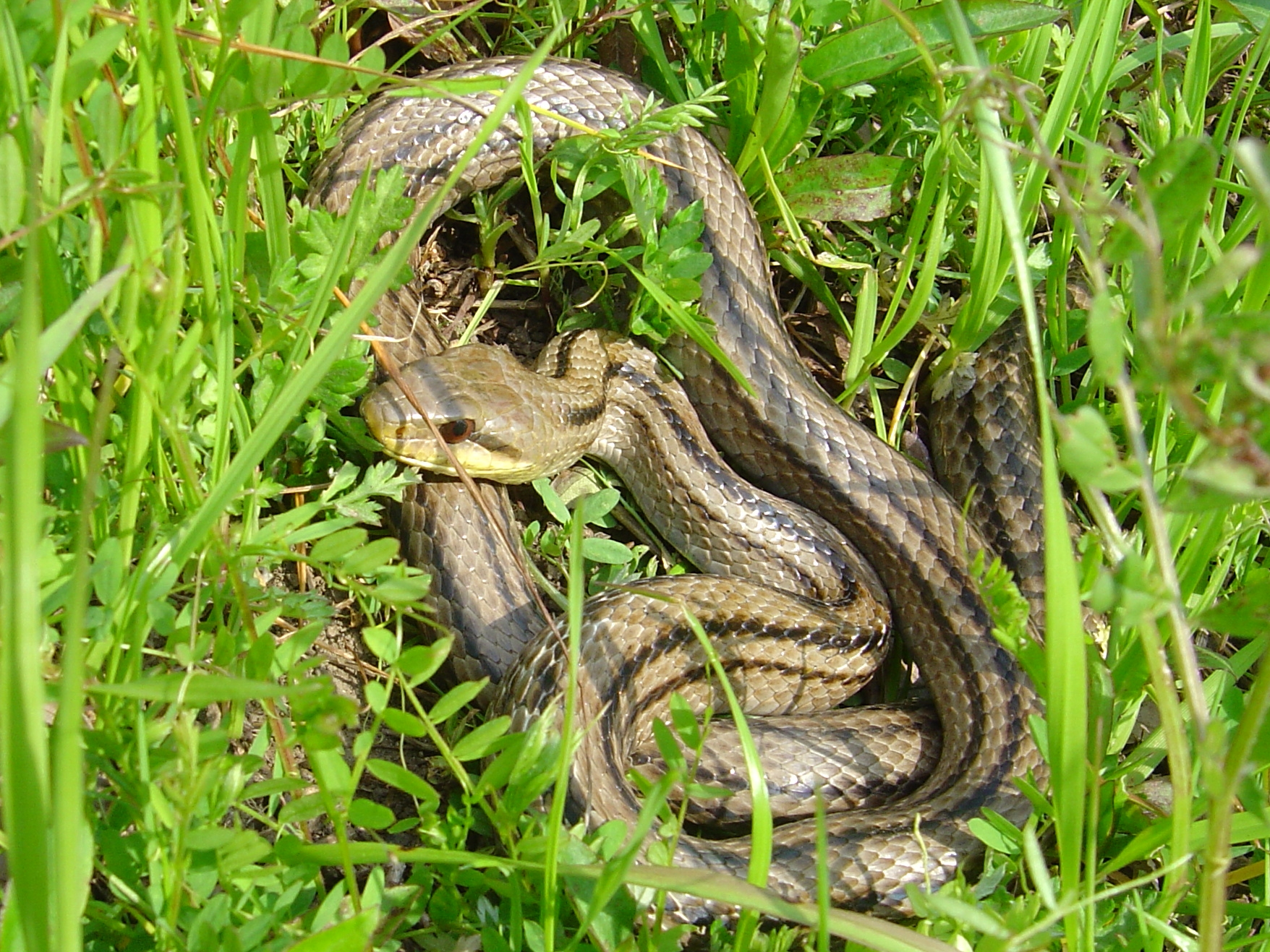
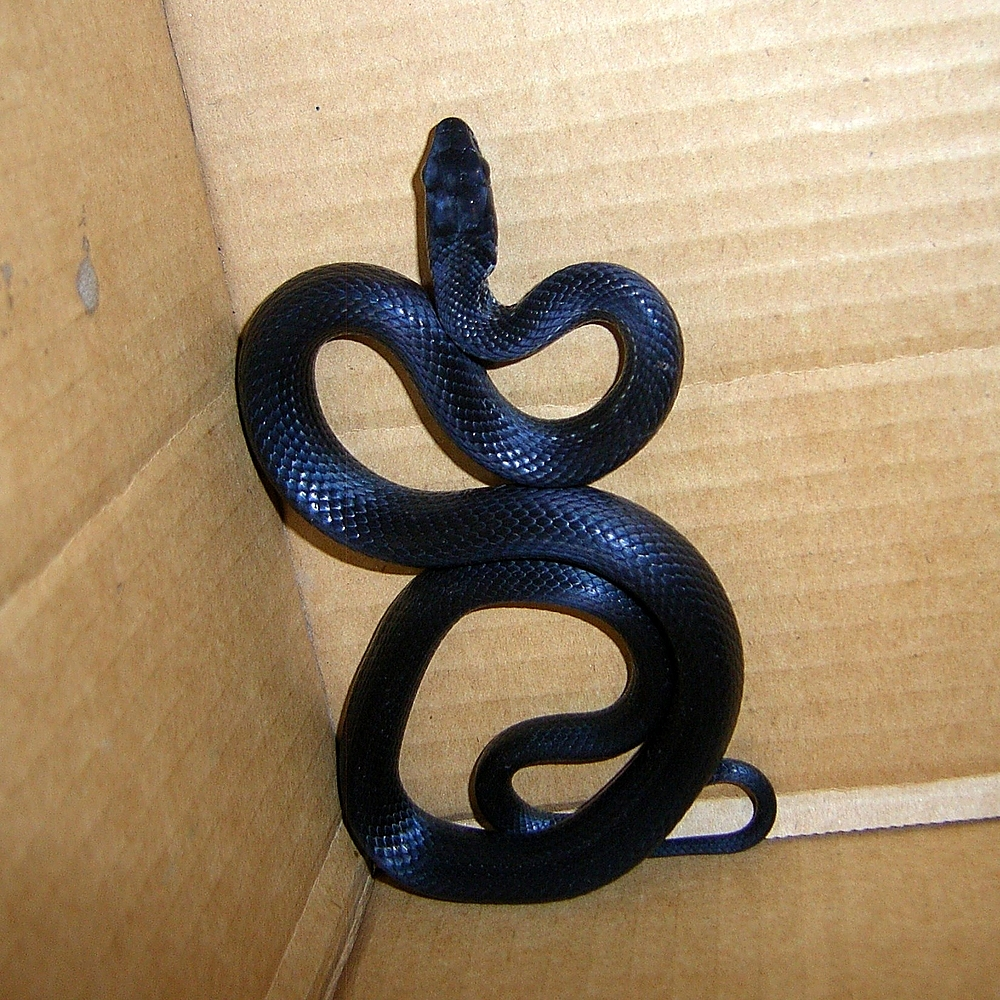
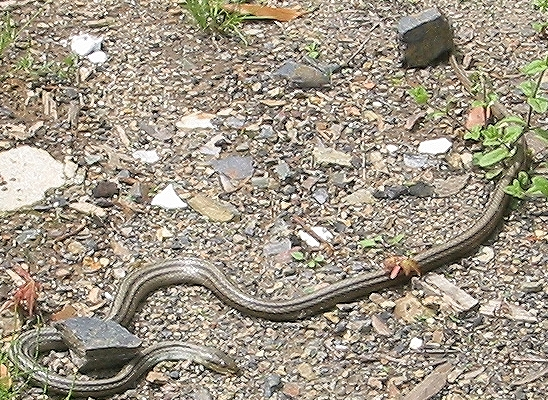